# Judy Bailey

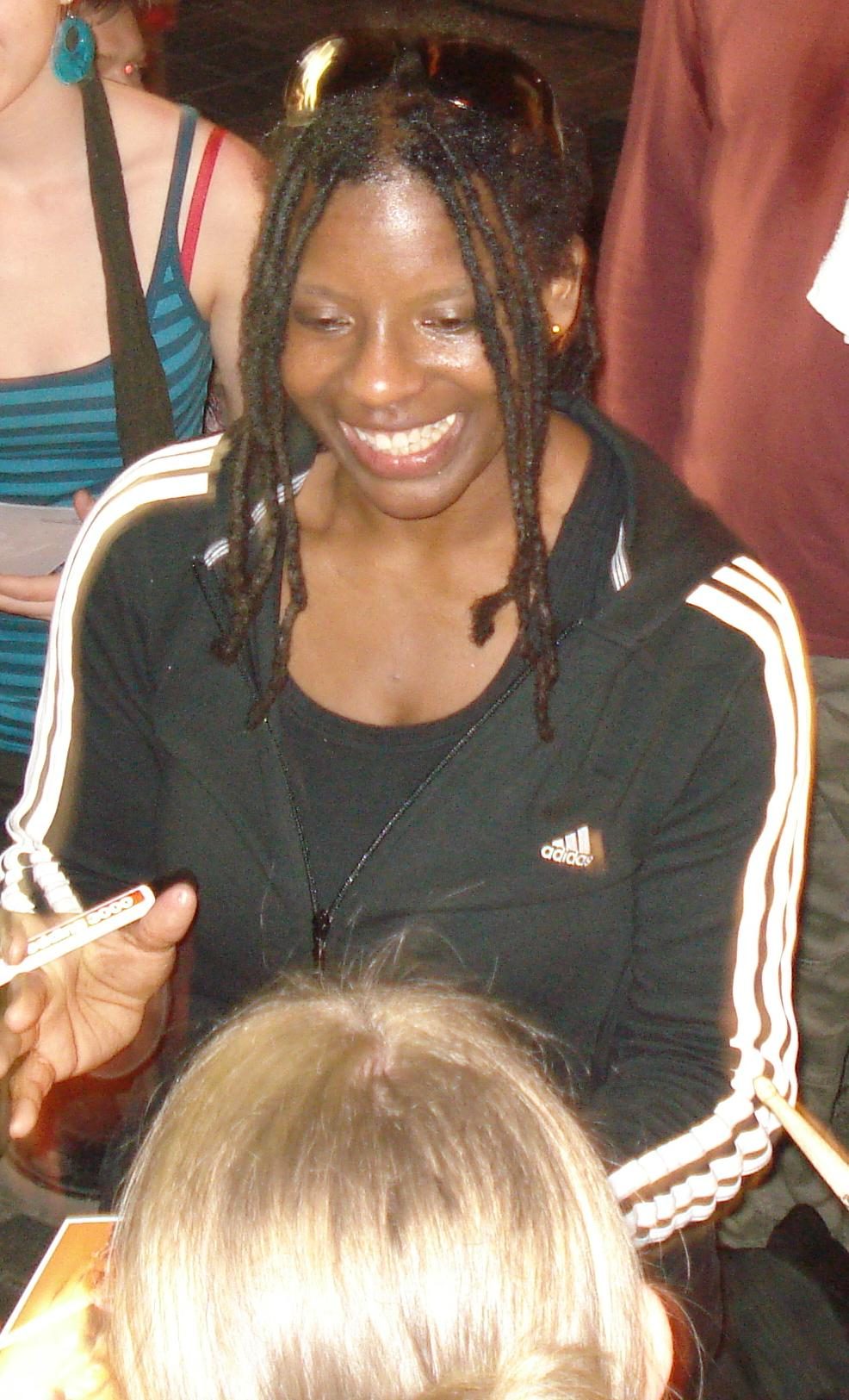
Judy Bailey (2008)

Judy Irene Bailey Depuhl (* 20. Juli 1968 in London) ist eine Sängerin, Komponistin und Musikerin christlicher Popmusik. Sie wuchs in Barbados auf und lebt heute in Deutschland.

## Leben
Judy Bailey verbrachte ihre Kindheit auf Barbados und sang dort im Kirchenchor. Mit 17 Jahren begann sie Gitarre zu spielen und komponierte ihre ersten Lieder. Auf Barbados produzierte sie bereits ein Album, das ihr dort den Titel Gospel Album of the Year einbrachte. Ihr Musikstil weist neben Pop- und Rockelementen auch Einflüsse von Reggae und afrikanischer Musik auf. Im Verlauf ihrer musikalischen Laufbahn arbeitete sie beispielsweise mit Eddy Grant (Produzent ihres Albums Between you and me), Ralf Gustke (Schlagzeug beim Album Run to you) oder Edzard Hüneke (Vocals bei dem Album ONE) zusammen.
In Deutschland wurde Judy Bailey einem größeren Publikum durch ihr Album Found the sun bekannt, das sie beim Major-Label J-Star/BMG (mitproduziert von Dieter Falk) veröffentlichte. Die Single Extraordinary Light (2003) gelangte in die Charts. Einen weiteren Charterfolg konnte Judy Bailey durch ihre Mitwirkung beim Musikprojekt  Zeichen der Zeit (2004) verbuchen. Im selben Jahr trat sie auch im Vorprogramm der Söhne Mannheims auf. Ende 2006 erschien ihr Live-Album Surrounded, bei dem sie unter anderem Unterstützung von Kosho, Metaphysics und Jimmy Kelly erhielt. 2013 veröffentlichte sie Lift Up Your Hearts, eine Neuvertonung der anglikanischen Liturgie mit 36 Stücken. 2014 erschien LIFESONG. Das Leben schreibt die besten Lieder mit 10 Songs plus gelesenen Texten ihrer Biografie.
Judy Bailey tourte in bisher über 30 Ländern auf allen Kontinenten. Sie singt ebenso mit großer Band, unplugged mit wenigen Musikern oder auf Lese-Lieder-Abenden nur mit ihrem Mann Patrick Depuhl. Sie spielt auf Festivals und Stadtfesten, in Kirchen und Clubs oder auch an ungewöhnlichen Orten. So gab sie Konzerte auf ihrer „travelling-tour“ in einer Besteckfabrik, der Hebebühne einer Autowerkstatt, einem Edeka-Markt und einem McDonald’s, einem Jugendgefängnis, einem Kinderhospiz und in einer Friedhofskapelle, im Frankfurter Flughafen, dem Berliner Hauptbahnhof und etwa 40 weiteren überraschenden Orten. Sie singt mit Geflüchteten (z. B. in ihrem Heimatdorf Alpen: „HOME. Alpenmusik“, einem Projekt, das 2020 mit einem Heimatpreis des Heimatministeriums NRW ausgezeichnet wurde), einem Gefangenenchor in der Justizvollzugsanstalt Essen, aber auch für weltbekannte Persönlichkeiten wie Papst Franziskus in Rio (2013) und Panama-Stadt (2019) oder für Angela Merkel und die Friedensnobelpreisträgerin Ellen Johnson Sirleaf in Dortmund (2019) und der Premierministerin aus Barbados Mia Mottley (2024).
Außerdem tritt sie regelmäßig bei vor allem christlichen Großveranstaltungen auf, so etwa bei den Weltjugendtagen 2005 in Köln, 2008 in Sydney, 2013 in Rio de Janeiro, 2016 in Krakau, 2019 in Panama-Stadt und 2023 in Lissabon, beim Eröffnungsgottesdienst der Fußball-Weltmeisterschaft 2006, bei Evangelischen Kirchentagen seit 1993 (1993 München, 1995 Hamburg, 1997 Leipzig, 2001 Frankfurt, 2005 Hannover, 2007 Köln, 2009 Bremen, 2011 Dresden, 2013 Hamburg, 2015 Stuttgart, 2017 Berlin/Wittenberg, 2019 Dortmund, 2023 Nürnberg, 2025 Hannover), Katholikentagen (2012 Mannheim, 2014 Regensburg, 2016 Leipzig, 2018 Münster, 2022 Stuttgart und 2024 Erfurt) und dem 1. Ökumenischen Kirchentag in Berlin 2003 und dem 2. Ökumenischen Kirchentag 2010 in München und online, dem 3. Ökumenischer Kirchentag 2021 in Frankfurt, der Evangelisation ProChrist 2003, 2013 und 2018, sowie der 14. Weltjugendkonferenz der Baptisten in Hongkong 2004 und der 15. in Leipzig 2008. Sehr bekannt genutzt wurden ihre Lieder Jesus in my house, Titelsong der Jugendevangelisation JesusHouse 2000, Jesus First, Titelsong des Christival 2002 in Kassel und Klüger, Song für den Kirchentag 2015 mit Thomas Laubach, sowie Die Zeit ist jetzt, Mottosong für den Kirchentag 2023 mit Sam Samba, Ronja Lou und Timo Böcking. Judy Baileys Lied Spirit of Freedom kam 2010 auf das Listen Up! The Official 2010 FIFA World Cup Album.
2020/2021 veröffentlichte sie gemeinsam mit ihrem Mann Patrick Depuhl Das Leben ist nicht schwarz-weiß als CD und Buch, mit Musik und Geschichten über Rassismus und Familiengeheimnisse aus der Zeit des Nationalsozialismus; insbesondere geht es dabei um Heinrich Himmlers Lebensborn. Damit sind sie auch in Schulen und Bildungseinrichtungen zu erleben.

## Sonstiges
Judy Bailey ist von Beruf Psychotherapeutin. Sie ist mit Patrick Depuhl verheiratet, hat drei Söhne und lebt in Menzelen, einem Ortsteil von Alpen.

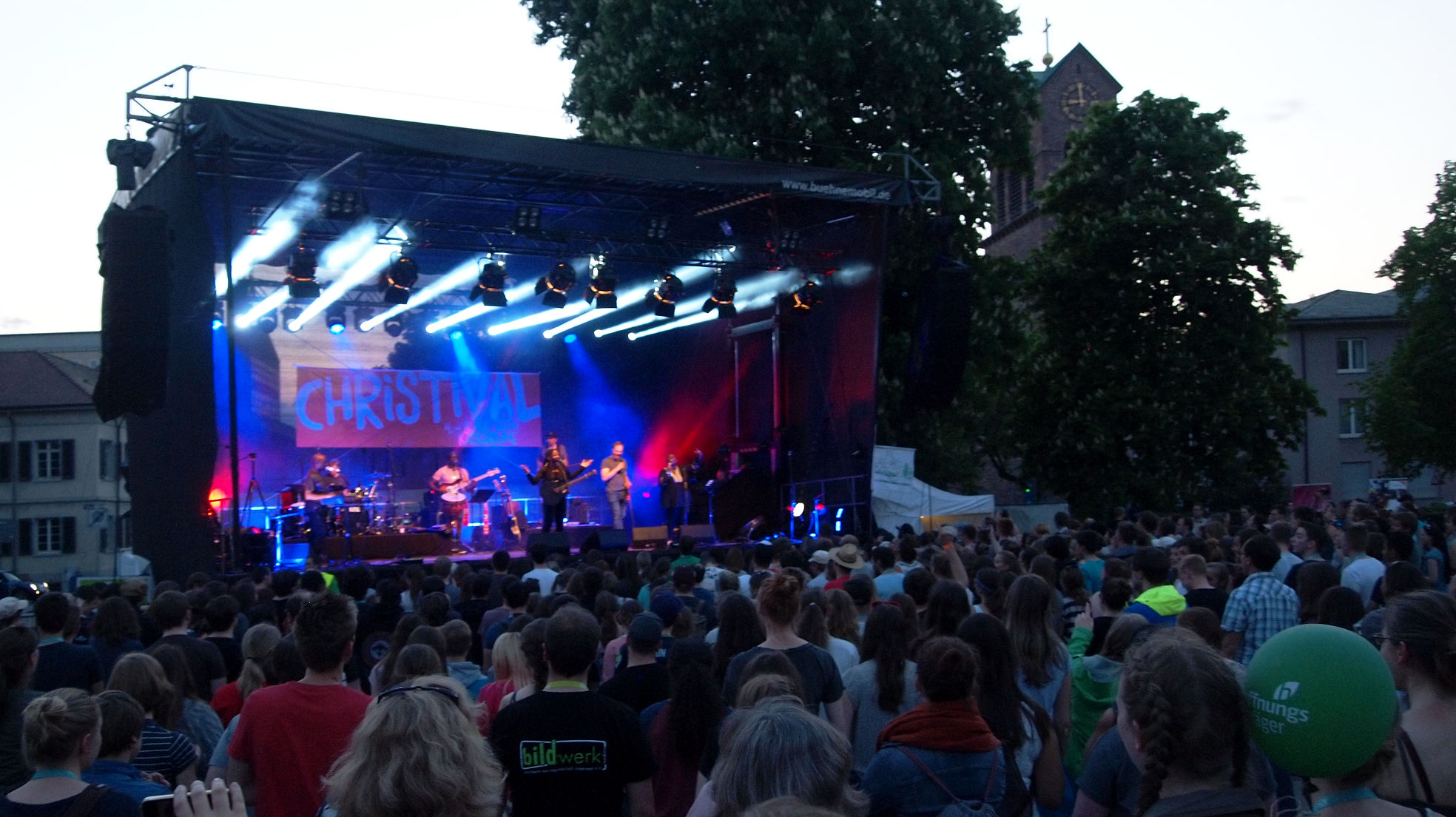
Konzert beim Christival 2016

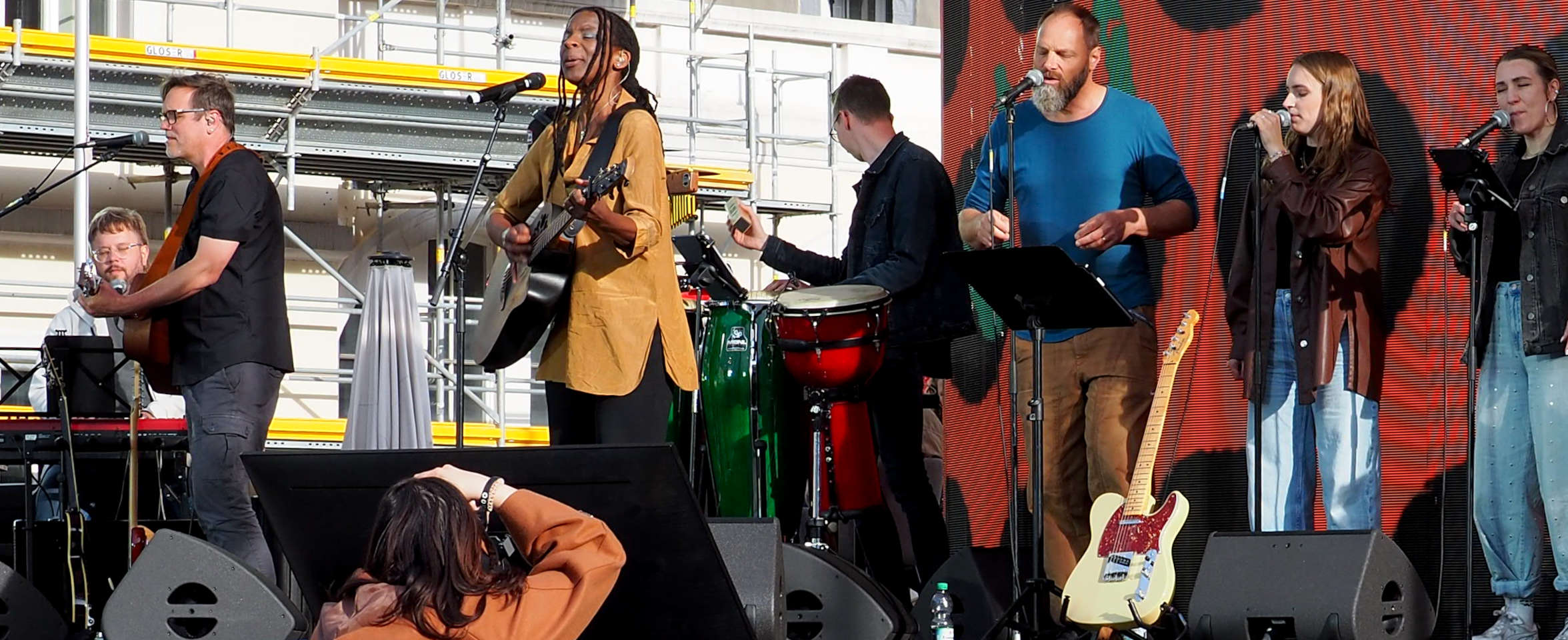
Judy Bailey begleitet das Hoffnungsfestival 2025.

## Diskografie
- Not with the weapon (1990)
- Misdemeanours after Midnight (1993; Pila Music)
- Between you and me (1997; Asaph-Musik)
- The way we are (1999; Felsenfest-Musikverlag)
- Run to you (2002; Gerth Medien)
- Found the sun (2003; BMG Ariola)
- Surrounded (Live-Album, 2006; Gerth Medien)
- Jesus in my house – die Highlights (Sampler, 2009)
- Ready to fly (2009; Gerth Medien)
- Travelling (2012; Gerth Medien)
- Lift Up Your Hearts. A Caribbean Liturgical Celebration. (2013; DePoolMusic)
- Lifesong. Das Leben schreibt die besten Lieder. (Judy Bailey & Patrick Depuhl: Musik und Hörbuch, 2014; DePoolMusic)
- One (2016; DePoolMusic)
- Build a Bridge (2019; DePoolMusic)
- Das Leben ist nicht schwarz-weiß (Judy Bailey & Patrick Depuhl: Musik und Hörbuch, 2020; DePoolMusic)
- Jeder Herzschlag eine Chance. Kirchentags- und Sonntagslieder (2023; DePoolMusic)
- Demokratie ist ein Lied. – Welt. Dorf. Und Freiheitslieder. (2024; DePoolMusic)

(Quelle :)

## Werke
- Judy Bailey: Und ich sang – ein Leben für die Musik. Brendow Verlag, Moers 2009, ISBN 978-3-86506-287-1.
- Judy Bailey: Lift Up Your Hearts. – A Caribbean Liturgical Celebration. Strube Verlag, München 2013.
- Judy Bailey: ONE+ Songbook. DePoolMusic 2016.
- Judy Bailey: Build a Bridge. – Songs ZuFrieden, ZuFlucht & ZuHause. DePoolMusic 2019.
- Patrick Depuhl & Judy Bailey: Das Leben ist nicht schwarz-weiß. Geschichten von Wurzeln, Welt & Heimat. adeo Verlag, Asslar 2021, ISBN 978-3-86334-311-8.; Neuauflage, DePoolHouse 2024, ISBN 978-3-00-078027-1.